# مادوكا يونيزوا
مادوكا يونيزوا (باليابانية: 米澤 円) مواليد 30 أغسطس 1982 في أوساكا، اليابان، هي مؤدية أصوات يابانية.

## أعمال

### أنمي
- جينتاما
- دي جرايمان
- لوفلي كومبلكس
- كي أون
- ميد ساما!
- إيسيكاي نو سيكيشي مونوغاتاري

### دبلجة
- جبل بروكباك
- كوري إن ذا هاوس
- ذا 4400
- ذاتس سو رايفن

## وصلات خارجية
- مادوكا يونيزوا على موقع IMDb (الإنجليزية)
- مادوكا يونيزوا على موقع ميوزك برينز (الإنجليزية)
- مادوكا يونيزوا على موقع ديسكوغز (الإنجليزية)
- مادوكا يونيزوا على موقع قاعدة بيانات الفيلم (الإنجليزية)
- مادوكا يونيزوا على موقع كينوبويسك (الروسية)
- مادوكا يونيزوا على موقع ANN person (الإنجليزية)